# SC Graudenz

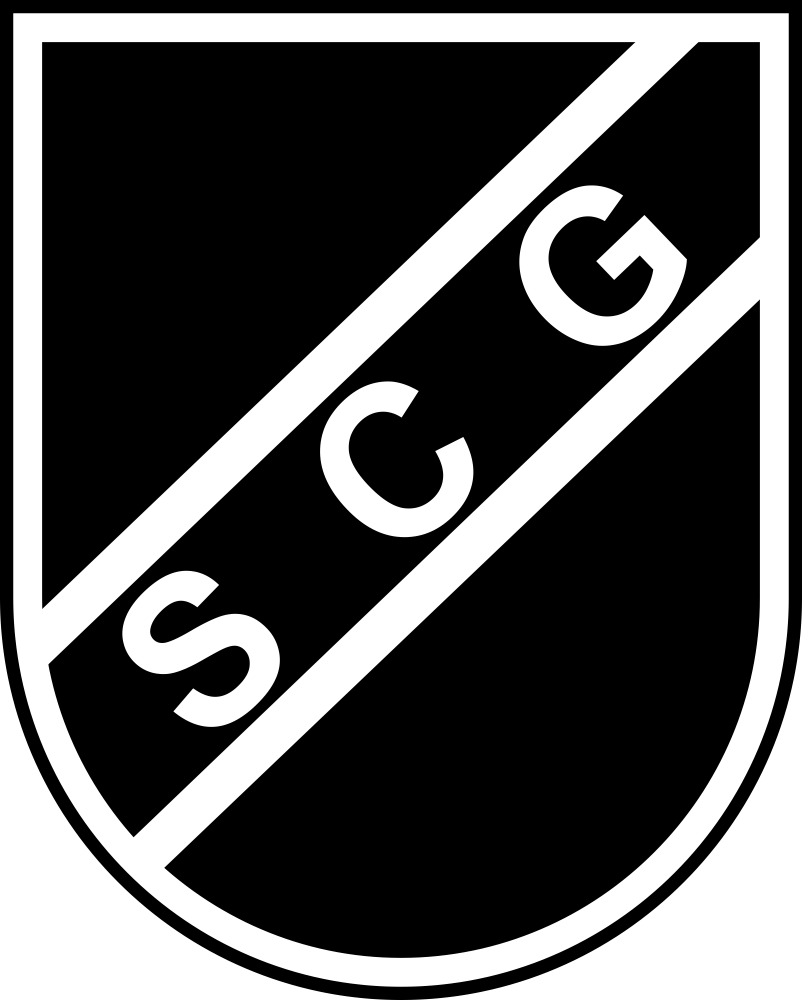
Andere Variation des Wappens

Der Sport-Club Graudenz war ein deutscher Sportverein aus der westpreußischen Stadt Graudenz, heute Grudziądz.

## Geschichte

### Zweifacher Endrundenteilnehmer
Mitte Oktober 1906 wurde der Sport-Club Graudenz als erster Fußball spielender Verein der westpreußischen Stadt gegründet. Sowohl mitgliedermäßig als auch fußballerisch entwickelte sich der SCG schnell. Die Mitgliederzahl stieg von 38 im Jahr 1908 auf 134 im Jahr 1911. Auch sportlich machten die Graudenzer frühzeitig auf sich aufmerksam: 1909/10 errang der Verein die „Pommernmeisterschaft“ – der Verband hatte die ostpommerschen mit den westpreußischen Clubs zum Bezirk „Pommern“ zusammengelegt. Damit war der SCG für die Baltische Endrunde qualifiziert, bei der er im Halbfinale dem BuEV Danzig mit 1:2 unterlag. 1912/13 mischten die Graudenzer als Meister des Bezirks VI erneut in der Endrunde mit. In der Qualifikation trat Gegner Hertha Schneidemühl nicht an, sodass die Westpreußen kampflos das Viertelfinale erreichten. Dort gab es einen 6:5-Sieg beim Elbinger SV. Endstation war schließlich das Halbfinale: In Marienwerder verlor der SC mit 1:5 gegen den BuEV Danzig.
Damit endeten die sportlichen Höhepunkte des SC Graudenz, der Rest der Fußball- und Vereinsgeschichte setzte andere Prioritäten. Zunächst sorgte der Ausbruch des Ersten Weltkriegs für ein abruptes Endes der „friedlich-ungezwungenen Sportentwicklung“. Und nach Kriegsende wurde Graudenz als Teil des „Korridors“ polnisches Gebiet. Das Heimatbuch „Die Stadt und der Landkreis Graudenz“ beschreibt die Geschehnisse und ihre Auswirkungen auf den Sport: „Die im Jahre 1920 im Januar erfolgte Besetzung der Stadt durch polnische Truppen, die Übernahme aller öffentlichen Einrichtungen durch die Polen, die Schließung der deutschen Schulen hatten auf die deutschen Bewohner der Stadt eine erschreckende und alle Tätigkeit lähmende Wirkung ausgeübt, so dass über sportliche Ereignisse aus diesem Jahr nichts zu berichten ist. Erst in dem darauf folgenden Jahr begann die sportliche Tätigkeit wieder langsam aufzuleben.“

### Sportler wandern ab
In der Stadt, die jetzt Grudziądz hieß, wurde auch der Sport-Club wieder aktiv und trug einige Fußballspiele aus. Aber schon bald sah er sich vor dieselben Probleme gestellt wie die anderen deutschen Sportvereine. Das Heimatbuch führt dazu aus: „Die Abwanderung vieler alteingesessener Familien aus Graudenz ließ die Mitgliederzahl der Sportvereine so stark zurückgehen, dass ein normaler Sportbetrieb kaum noch möglich war.“ Eine Ausnahme bildete lediglich die Ruderabteilung. Da es keinen entsprechenden polnischen Club gab, meldeten sich in kurzer Zeit so viele Polen zur Aufnahme an, dass bei der begrenzten Zahl der Boote ein geregelter Ruderbetrieb kaum noch möglich war. Auch fürchtete man, dass bei gleich bleibenden Anmeldezahlen der Verein bald in polnische Hände übergehen würde und verhängte eine Aufnahmesperre. Die konnte erst aufgehoben werden, als sich ein polnischer Ruderverein gründete und sich die Lage wieder normalisierte.
Das Heimatbuch: „Auf allen anderen Gebieten des Sports kam es schnell zur Gründung eigener polnischer Vereine mit viel Zulauf, während die deutschen Vereine ein mühsames, durch ständige Abnahme der Mitgliederzahlen bedrohtes Dasein führten.“ Der deutsche Sport in Graudenz begegnete diesem Problem durch den Zusammenschluss aller deutschen Sportvereine unter einer einzigen Dachorganisation, dem Sportclub Graudenz. Das Heimatbuch: „Rund 25 Jahre lang vereinigte der Sportclub die gesamte Sport treibende deutsche Jugend der Stadt unter seinem schwarz-goldenen Schild, das in schlichter Form zwischen zwei schmalen Schrägstreifen die Buchstaben SCG zeigte.“

### Omnisportverein statt Fußballclub
Aus dem Fußballclub SCG – das Kürzel stand inzwischen für SC Grudziądz – war also ein Omnisportverein mit Fußballern, Turnern, Radfahrern, Tennisspielern und Leichtathleten, zeitweise auch Boxern und Radballern, geworden. Allerdings hatte der Verein – vor allem in der Anfangszeit – mit dem Problem fehlender oder unzureichender Übungs- und Wettkampfstätten zu kämpfen. Dennoch fanden häufig Vergleiche mit deutschen oder polnischen Gegnern statt. Vor allem die SCG-Leichtathleten verschafften sich einen guten Namen. Besonders hervorgehoben wird im Heimatbuch die freundschaftliche Atmosphäre bei Wettkämpfen mit polnischen Gegnern: „Die oft von den Behörden und der Presse geschürten nationalen Gegensätze konnten die Jugend beider Völker nicht daran hindern, ihre Kräfte auf dem Rasen und auf der Aschenbahn unter gegenseitiger Achtung zu messen.“
In den Jahren 1923–1936 spielte der SCG (bekannt auch als KS Grudziądz) in der polnischen B-Klasse (3. Liga). Nach der Saison 1936 stieg man in die C-Klasse ab. Im Laufe der Zeit bildeten die Deutschen gegenüber dem polnischen Bevölkerungsanteil nur noch eine kleine Minderheit. Dass gerade die Fußballer darunter litten, belegt der „Jahresbericht 1938“ des SC Grudziądz. Man hatte gerade noch eine vollständige erste Mannschaft, eine zweite Elf bekam man ebenso wenig zusammen wie ein vollständiges Jugendteam. Das lässt den Schluss zu, dass gerade einmal 20 der insgesamt knapp 400 SCG-Mitglieder aktive Fußballer waren. Einnahmen aus Eintrittsgeldern etc. verzeichnete die Abteilung in Höhe von 4,25 Złoty, dagegen Ausgaben von 294,55 Złoty. Immerhin ist die Spielstatistik 1938 positiv. Es wurden von der 1. Mannschaft 16 Spiele ausgetragen, von denen acht gewonnen wurden. Gesamttordifferenz: 53:44.

### Neuer Aufschwung nach 1939
Ein Jahr später verbesserte sich nach die Lage für den Gesamtverein noch einmal. Denn ab dem Jahr 1939 kehrten zahlreiche Familien, die seit dem Ersten Weltkrieg das Land verlassen hatten, nach Graudenz zurück und füllten auch die gelichteten Reihen des SCG wieder auf. Zusätzlich erhielt der Verein Verstärkung durch in der Stadt stationierte Wehrmachtsangehörige, und in Generalmajor Voigt fand der Club einen besonderen Förderer seiner sportlichen Arbeit. Aber zum Wiederaufbau einer Fußballabteilung, die in ihrer Leistungsstärke den Ansprüchen der höchsten Spielklasse, der Gauliga, genügen konnte, fehlte die Zeit. Der SCG scheiterte 1943 in den Aufstiegsspielen zur Gauliga Danzig-Westpreußen. In den letzten Kriegsjahren mussten die einzelnen Abteilungen aus Mangel an aktiven Sportlern ihre Tätigkeit mehr und mehr einschränken und schließlich ganz einstellen. Das Kriegsende 1945 beendete schließlich nach 39 Jahren Vereinsgeschichte das Kapitel Sport-Club Graudenz.